# Фалиреас, Григорис
Григорис Василиу Фалиреас (греч.  Γρηγόρης Βασιλείου Φαληρέας , Припица, Мани 1873–Афины 1937) - греческий офицер первой половины XX века. 
Отмечен историографией в Борьбе за Македонию, под псевдонимом Капитан Закас (Καπετάν Ζάκας ) в период 1906–1908. 
Впоследствии принял участие в Балканских войнах и малоазийском походе греческой армии. 
Дослужился до звания генерал-лейтенанта.

## Молодость
Григорис Фалиреас родился в 1873 году в селе Припица, внешней, мессинийской, Мани. 
Добровольцем принял участие в Критском восстании 1897 – 1898 годов. 
После чего вступил в греческую армию и поступил в училище унтер-офицеров. Звание младшего лейтенанта получил в 1903 году. Получил назначение в полк города Трикала.

## Македония

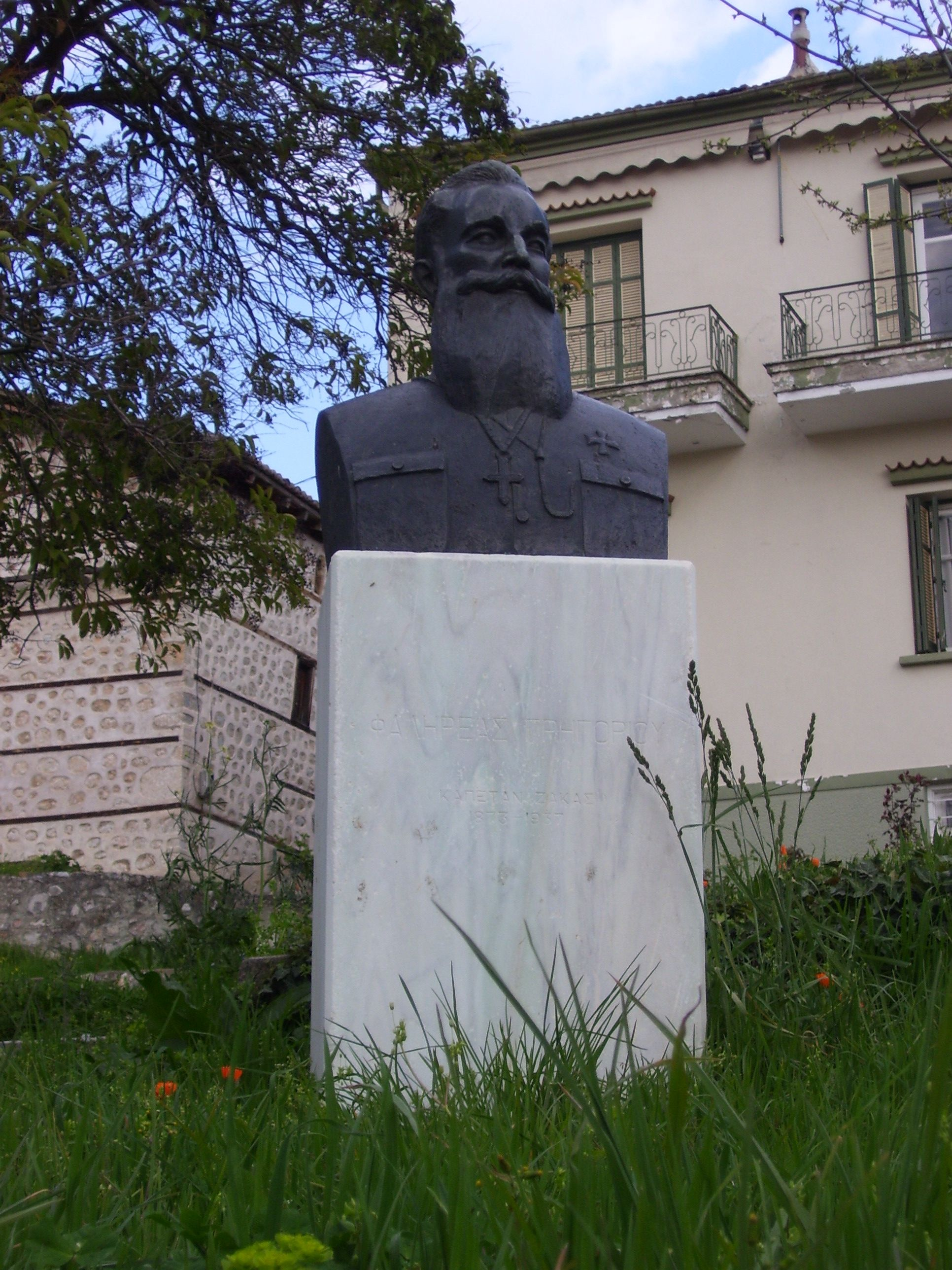
Бюст Капитана Закаса в городе Кастория в Западной Македонии

В период, когда Фалиреас окончил училище, на территории Османской Македонии развернулась, так называемая, Борьба за Македонию, которая имела не только и не столько антиосманский характер, но носила характер антагонизма между различными национальными группами христианского населения Македонии, в основном между греческим и верным Константинопольскому патриарху славяноязычным населением и болгарским населением и последователями болгарской экзархии. 
Правительство Греческого королевства, находясь под международным финансовым контролем, опасалось дипломатических осложнений и не проявляло инициатив в македонском вопросе. Инициативу взяли в свои руки молодые офицеры, такие как Павлос Мелас, Константинос Мазаракис, Георгиос Катехакис и другие:58.
После смерти Павлоса Меласа, в бою с турками в Западной Македонии, Фалиреас вступил в отряды греческих волонтёров, отправлявшихся в Македонию. 
Поскольку Греческое королевство не находилось в состоянии войны с Османской империей, греческие офицеры, принимавшие участие в Борьбе за Македонию, официально выходили из состава армии и действовали под псевдонимами. 
Фалиреас избрал себе псевдоним Капитан Закас " в честь македонянина Теодороса Закаса, героя греческих революции в Македонии в 1821 и в 1853 годах. 
Капетан Закас (Фалиреас), во главе отряда в 30 волонтёров, вступил в Османскую Македонию в мае 1906 года. 
Действовал в регионах городов Козани, Гревена, Кастория, но, в основном, в горных «Каштановых сёлах» (Кастанохория), находящихся на стыке этих трёх регионов. 
В том же, 1906 году, совершил налёт на болгарское село Холиста (Олища).
Однако исследовательница А. Беллу-Трепсиади отмечает его успешную и бесскровную пропагандистскую деятельность, в результате которой сёла Эзерец, Осничани, Магиста и Нестрам оставили болгарскую схизму и вернулись в лоно Константинопольского Патриархата:212.
Вместе с отрядами капитанов Гураса и Фламбураса, Фалиреас оборонял от турок село Клисура, вынудив атакующих отступить.
Фалиреас предложил капитанам Фламбурасу и Гурасу соверишить налёт на деревню Блаца, бывшее родным селом болгарского четника Кузу (Попдинов). 
Однако одновременное появление трёх греческих отрядов не прошло незамеченным османскими властями. 
В последовавшем бою с турками, греческие отряды были разбиты. 
Отряд Фалиреаса развалился: из 34 человек осталось только 8 (11 человек были убиты, 5 были ранены, 10 дезертировали) :212.
В июле 1907 года «Македонский комитет» приказал капитану Закасу передать свой отряд своему земляку-маниату, капитану Гермасу (Цотакос, Николаос) и вернуться в Афины, для получения нового задания.
Место встречи двух отрядов было предано болгарскими агентами туркам. 
Во время встречи отрядов, 16 июля 1907 года, в местности Калогерико у села Лошница, они были окружены турецкими войсками. 
В последовавшем бою отряды практически были уничтожены. 
Капитан Гермас (Н. Цотакос), друг Фалиреаса с военного училища и со службы в полку города Трикала, был убит. 
Сам Фалиреас был ранен в голову, но сумел спастись после рукопашного боя, прыгнув по склону скалы в ущелье глубиной в 200 метров:213.
В апреле 1908 года капитан Закас действовал в регионе села Острово (Арнисса), недалеко от города Эдесса :99. 
После Младотурецкой революции, противоборствующие стороны свернули свою деятельность в Македонии. В том же, 1908, году Фалиреас вернулся в Греческое королевство.
В 1932 году секретарь писательницы Пенелопы Дельта, Антигони Беллу-Трепсиади, провела серию исследований и интервью ряда остававшихся в живых ветеранов Борьбы за Македонию. 
Собранные материалы стали основой книги А. Беллу «Образы Македономахов». 
Касательно генерала, к тому времени, Григория Фалиреаса Беллу отмечает, что его мемуары страдали помпезностью и трудно-читаемым слогом «гипер кафаревусы», что невыгодно отличает его повествование от живой речи других македономахов. 
Беллу также отмечает, что многочисленные нарекания Фалиреаса на своих соратников, выдают отсутствие дара лидера установить дисциплину:211. 
При этом Беллу пишет, что нельзя отрицать того факта, что Фалиреас всей душой посвятил себя «Борьбе» и был мужественным и бесстрашным солдатом. 
Беллу отмечает патриотизм Фалиреаса и любовь и неугасаемый интерес генерала к Македонии в последние годы его жизни:211.

## Военная карьера
В октябре 1908 года, в звании лейтенанта, Фалиреас принял участие в офицерской сходке в доме Теодора Пангалоса, которая положила начало созданию подпольного антимонархистского Военного союза. Фалиреас был одним из первых офицеров, подписавшихся «красными чернилами (подразумевая кровью)» под Протоколом Военного союза:267.
Фалиреас принял участие в Балканских войнах, освобождал остров Лемнос.
Во время малоазийского похода греческой армии был командиром 44-го пехотного полка V дивизии.
Полк, как и вся V дивизия, отличились в августе 1921 года в боях за высоту Кале Грото под Анкарой:94.
В августе следующего года, при отступлении армии из Малой Азии, Фалиреас, сохраняя полк в порядке, привёл его к побережью Эгейского моря, на полуострове Эритрея (Чешме) и переправил полк на остров Хиос.
Впоследствии был назначен командиром дивизии в Западную Фракию.
Ушёл в отставку в 1933 году в звании генерал-лейтенанта.

## Последние годы
Григорис Фалиреас прожил свои последние годы в Афинах. 
Однако не забывая о родном селе и используя свой авторитет, он собрал среди греческой диаспоры деньги на строительство акведука в Эксохори. 
Генерал-лейтенант Григорис Фалиреас умер в Афинах в 1937 году. Похоронен на Первом афинском кладбище.

## Память
Ряд греческих муниципалитетов, в особенности в Македонии, дал имя Григория Фалиреаса улицам своих городов. 
Его бюсты установлены в нескольких македонских городах. 
Племянник генерала, Васос Фалиреас, стал известным греческим скульптором и является автором памятника генерала Фалиреаса в Кардамили в внешней (мессинийской) Мани.